# Elsie Widdowson
Elsie Widdowson était une diététiste britannique née le 21 octobre 1906 et morte le 14 juin 2000. Elle et le Dr Robert McCance (en) étaient chargés de superviser l'ajout imposé par le gouvernement de vitamines à la nourriture durant le rationnement au Royaume-Uni lors de la Seconde Guerre mondiale.

## Biographie
Elsie Widdowson est né à Wallington, dans le Surrey, le 21 octobre 1906, de Rose Elphick et Harry Widdowson. Son père, Thomas Henry (dit Harry), était originaire de Grantham dans le Lincolnshire et s'est installé à Battersea en tant qu'assistant d'épicier, avant de devenir propriétaire d'une papeterie, tandis que sa mère Rose, originaire de Dorking, travaillait comme couturière. Sa sœur cadette Eva Crane a suivi une formation de physicienne nucléaire mais est devenue une autorité de renommée mondiale en matière d'abeilles. La famille était des Frères de Plymouth.
Elsie a vécu à Dulwich pendant son enfance et a fréquenté la Sydenham County Grammar School pour filles où elle et sa sœur ont remporté des prix. Pendant les années 1920 et 1930, les opportunités professionnelles pour les femmes, à l'exception des soins infirmiers ou de l'enseignement, étaient limitées. Les femmes instruites telles que Elsie Widdowson devaient acquérir des compétences offrant un potentiel d'emploi ; c'est pourquoi Elsie a suivi une formation de chimiste.
Elle a étudié la chimie à l'Imperial College de Londres et, bien qu'elle ait obtenu son diplôme en deux ans, elle a dû attendre 1928 pour obtenir son BSc, date à laquelle elle est devenue l'une des premières femmes diplômées de l'Imperial College. Elle a effectué des travaux de troisième cycle au département de physiologie végétale de l'Imperial College, mettant au point des méthodes pour séparer et mesurer le fructose, le glucose, le saccharose et l'hémicellulose des fruits. Elle mesurait les variations individuelles des hydrates de carbone dans les fruits depuis leur apparition sur l'arbre jusqu'à leur maturation. Une fois tous les quinze jours, elle prenait le train pour se rendre dans un verger de pommiers de Kentish et cueillait des pommes, dont elle mesurait la teneur en glucides. En 1931, elle obtient son doctorat en chimie de l'Imperial College pour sa thèse sur la teneur en glucides des pommes. Elle commence à travailler dans le département de physiologie végétale de l'université.
Si ses premières études sont principalement axées sur les plantes, Mme Widdowson s'intéresse beaucoup plus à la biochimie des animaux et des humains. Elle a poursuivi ses recherches avec le professeur Charles Dodds au Courtauld Institute of Biochemistry du Middlesex Hospital, sur le métabolisme des reins, et a également obtenu un doctorat du Courtauld Institute.